# Municipio de East Lincoln (Illinois)
El municipio de East Lincoln (en inglés: East Lincoln Township) es un municipio ubicado en el condado de Logan en el estado estadounidense de Illinois. En el año 2010 tenía una población de 8813 habitantes y una densidad poblacional de 94,26 personas por km².

## Geografía
El municipio de East Lincoln se encuentra ubicado en las coordenadas 40°10′18″N 89°18′6″O / 40.17167, -89.30167. Según la Oficina del Censo de los Estados Unidos, el municipio tiene una superficie total de 93.49 km², de la cual 93,38 km² corresponden a tierra firme y (0,12 %) 0,11 km² es agua.

## Demografía
Según el censo de 2010, había 8813 personas residiendo en el municipio de East Lincoln. La densidad de población era de 94,26 hab./km². De los 8813 habitantes, el municipio de East Lincoln estaba compuesto por el 91,5 % blancos, el 5,05 % eran afroamericanos, el 0,18 % eran amerindios, el 0,87 % eran asiáticos, el 0,51 % eran de otras razas y el 1,88 % eran de una mezcla de razas. Del total de la población el 2,21 % eran hispanos o latinos de cualquier raza.